# IC 4664
IC 4664 ist eine Balken-Spiralgalaxie vom Hubble-Typ SBb im Sternbild Pfau am Südsternhimmel. Sie ist rund 220 Millionen Lichtjahre von der Milchstraße entfernt und hat einen Durchmesser von etwa 120.000 Lichtjahren. Die Entfernungsmessungen basierend auf den Radialgeschwindigkeiten stimmen nicht mit den rotverschiebungsunabhängigen Entfernungsschätzungen von 157 ± 24 Millionen Lichtjahren überein.
Sie ist Mitglied der vier Galaxien zählenden NGC 6483-Gruppe (LGG 415).
Das Objekt wurde im Juli 1901 von DeLisle Stewart entdeckt.